# Pierre-Charles Hémart
Pierre-Charles Hémart, baron de La Charmoye (26 juin 1752 à Aÿ - 15 janvier 1824 à Aÿ), est un homme politique français.

## Biographie
Ancien notaire au châtelet de Paris et propriétaire, il fut élu député de la Marne au Conseil des Cinq-Cents, le 28 germinal an VI; il y fit, le 4 thermidor suivant, une motion en faveur des rentiers et des pensionnés de l'État.
Élu par le Sénat conservateur député de la Marne au nouveau Corps législatif, le 4 nivôse an VIII, il fut choisi peu après pour présider la cour de justice criminelle appelée a juger Georges Cadoudal, Pichegru et Moreau, et 43 autres accusés. Il fit preuve dans ces fonctions d'une partialité qui lui fut souvent reprochée, et conserva la présidence de la cour criminelle de la Seine jusqu'en 1811, date de sa suppression. 
Maire de Montmort le 1er janvier 1808, créé baron de l'Empire le 2 janvier 1814, il fut laissé à l'écart pendant les Cent-Jours, et se retira dans l'ancienne abbaye bénédictine qu'il avait acquise près d'Aÿ, et où il consacra ses loisirs à l'étude.

## Sources
- « Pierre-Charles Hémart », dans Adolphe Robert et Gaston Cougny, Dictionnaire des parlementaires français, Edgar Bourloton, 1889-1891 [détail de l’édition]